# Crenicichla adspersa
Crenicichla adspersa är en fiskart som beskrevs av Heckel, 1840. Crenicichla adspersa ingår i släktet Crenicichla och familjen Cichlidae. Inga underarter finns listade i Catalogue of Life.